# Akaselem (Sprache)
Akaselem (auch: Tchamba, Akasele, Kasele, Kamba, Chamba, Cemba) ist die Sprache der Akaselem. Diese leben vorwiegend in Togo. Akaselem gehört zu den Gur-Sprachen.
Das Summer Institute of Linguistics (SIL) schätzte 2002 die Anzahl der Sprecher wurde auf etwa 47.200. Sie leben in Togo vorwiegend in der Region Centrale östlich von Sokodé, der Hauptstadt der Region.